# 雀色の永訣
雀色の永訣（英: From Here To.）は2020年の日本映画。Band a Nerd並びに Seiya Asano 共に初となる長編映画。愛する家族を失った二人を 一つの場所と五つの時代で映し出した中長編映画。 姿を消した妹への思いと深い後悔。 残された者の葛藤をドキュメンタリータッチで描いている。
| 雀色の永訣 From Here To. | 雀色の永訣 From Here To.          |
| ------------------------ | --------------------------------- |
| 監督                     | Seiya Asano                       |
| 脚本                     | Seiya Asano                       |
| 製作                     | Seiya Asano                       |
| 出演                     | 東吾 優希 永田 はるか Seiya Asano |
| 制作                     | Band a Nerd                       |
| 公開                     | 2020年7月                         |
| 製作国                   | 日本                              |

## 概要
拉致問題をテーマに、愛する家族を失った2人の若者の姿を描いた本作。残された者の葛藤と姿を消した妹への思いがモノクロの映像でつづられる。22歳の東吾優希、17歳の永田はるかがダブル主演。ロケは福岡・宗像のさつき松原海岸で行なわれた。Asanoをはじめ、スタッフも20代半ばという若い世代を中心に制作されている。YouTube上では「我々の未来に起こりうるかもしれない事態ついて描いた作品です。家族を失うことで生まれる深い後悔や、悲劇の普遍性をテーマに製作いたしました」と制作意図が明言された。
Chapter 1～5までの五部構成となっており、俯瞰的な視点と音楽を一切取り除いた作風で時代を遡る。
監督・脚本のSeiya Asanoは「本作は事件や事故など、悲劇が起きることの普遍性をテーマに製作されました。その一つとして、設定や時代を変えながらも北朝鮮拉致問題を扱った内容になっています。具体的な単語や説明はないものの、鑑賞された方には明確に拉致問題を想起させるようなシーンを設けています。事件への注意喚起や、国家間やイデオロギーに言及したものではなく、本当の意味で“被害者に寄り添うこと”をコンセプトに掲げています。拉致問題それ自体に対しても、被害者とご家族に対しても、我々がまず出来ることは「忘れないこと」と「語る」ことだと考えています。」とコメントしている。